# Politie
| Anzahl der Herrscher | legitime Herrschaft | illegitime Herrschaft |
| Einzelherrschaft     | Monarchie           | Tyrannis              |
| Gruppenherrschaft    | Aristokratie        | Oligarchie            |
| Mehrheitsherrschaft  | Politie             | Demokratie            |

Die Politie (altgriechisch πολιτεία politeía) ist laut Aristoteles die Bezeichnung für ein Gemeinwesen, das von den Vernünftigen bzw. Besonnenen seiner Mitglieder gelenkt und geleitet wird. In Aristoteles’ Politik gehört die Politie zu den guten Herrschaftsformen, sie ist eine Mehrheitsherrschaft.
Nach der ersten Staatsformenlehre in der Politik des Aristoteles (Arist. Pol. III 6 ff.) ist sie eine der drei guten Verfassungen. Als Kontrast zur Politie steht die nach ihm schlechte Demokratie. In der zweiten Staatsformenlehre (die auf empirischen Beobachtungen beruht: Arist. Pol. IV und VI) ist die Politie eine Mischverfassung zwischen der Oligarchie und der Demokratie, wobei die Beamten gewählt werden sollen (und nicht gelost, wie in der Demokratie Athens), aber keine oder nur eine geringe Schranke für die Zulassung der Wahlbeteiligten existieren soll (dies wiederum an der Demokratie angelehnt).
Des Weiteren vertritt Aristoteles die Überzeugung, dass diejenigen vernünftigen Mitglieder des Gemeinwesens, die den Staat regieren, aus dem mittleren Stand stammen sollten:

„Denn wenn ich in meiner Ethik richtig gesagt habe, dass das glückselige Leben dasjenige sei, wo man die Tugend ohne Hinderniss üben könne und dass die Tugend eine Mitte sei, so muss ein mittleres Leben nothwendig das beste sein und zwar von solcher Mitte, wie sie Jedem zu erreichen möglich ist. Dieselben Bestimmungen müssen aber auch beim Staate in Bezug auf dessen Tugend oder Schlechtigkeit und für die Regierung desselben gelten, denn die Regierung ist gewissermaassen das Leben des Staates.“

Dies begründet er im Folgenden damit, dass der mittlere Stand über ausreichendes Vermögen verfüge und daher weder zu wenig, noch zu viel besitze. Somit sei es unwahrscheinlich, dass aus ihm eine negative Herrschaftsform erwachse.
Weitergehend beschrieben ist die Politie in Literatur zu Aristoteles’ Politik.